# 良里溪
良里溪，又名和仁溪，原名卡那剛溪或卡那岡溪，台灣日治時期稱大清水溪，位於台灣東部之縣市管河川，幹流長度10.00公里，流域面積51.70平方公里，分佈於花蓮縣秀林鄉。主流發源於秀林鄉和平村馱彌陀山東北側，先向東北流，後蜿蜒轉向東南流，於和仁（卡那岡）南側注入太平洋。